# Hypertrophie ventriculaire gauche
Pour les articles homonymes, voir HVG.
 Mise en garde médicale
L'hypertrophie ventriculaire gauche (HVG) désigne une affection cardiaque caractérisée par une augmentation de la masse du muscle du ventricule gauche.

## Causes et épidémiologie
Les causes secondaires d'HVG sont l'hypertension artérielle, le rétrécissement aortique, l'HVG du grand sportif. Dans ces cas, l'hypertrophie peut être régressive avec le traitement de la cause (ou l'arrêt de l'activité sportive)
S'il n'existe pas de cause évidente, on parle alors de cardiomyopathie hypertrophique, souvent d'origine génétique.
L'hypertrophie ventriculaire gauche est plus fréquente chez les personnes noires.

## Diagnostic
Le diagnostic se fait à l'échographie cardiaque, qui objective l'épaississement du ventricule gauche.

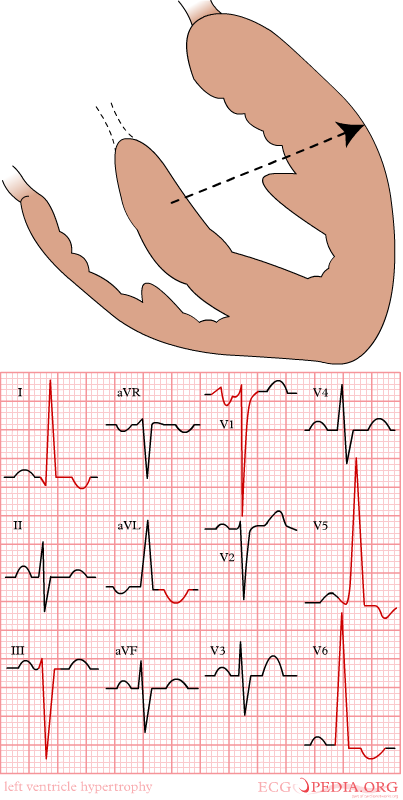
ECG lors d'une HVG

Le diagnostic peut être suspecté à l'électrocardiogramme, devant la présence de certains critères électriques, inconstants.
Critères voltage-dépendant
- Grandes ondes R > 2.6 mV en V4 V5 V6
- Indice de Sokolow : amplitude de l'onde S en V1 + amplitude de l'onde R en V5 ou V6 > 3.5 mV

Critères non voltage-dépendant
- Aspect QS ou grande onde S en V1 et V2
- Zone de transition déviée vers la droite (en V2 V3)
- Axe des QRS dévié vers la gauche, entre 0° et -30°
- Bloc incomplet gauche
- Segment ST sous-décalé avec inversion de l'onde T en V5 et V6
- Segment ST sus-décalé en V1 et V2

### Diagnostic différentiel
- Hémibloc antérieur gauche (HBAG), la distinction peut se faire car dans l'HBAG, l'axe des QRS est inférieur à - 30 °.
- Pathologie coronarienne aiguë, devant les troubles de la repolarisation en précordiales. La grande amplitude des ondes R oriente vers l'HVG.

## Conséquences
Suivant son importance, elle peut conduire à une insuffisance cardiaque avec altération de la fonction systolique avec une augmentation de la mortalité.

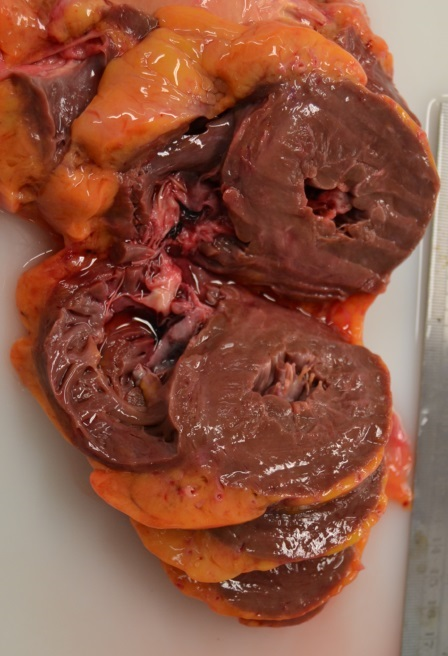
Pathologie macroscopique de l'hypertrophie ventriculaire gauche. Le ventricule gauche est à droite, sectionné en série de l'apex à la base.